# Haplochromis vicarius
Haplochromis vicarius es una especie de peces de la familia Cichlidae en el orden de los Perciformes.

## Morfología
Los machos pueden llegar alcanzar los 11 cm de longitud total.

## Distribución geográfica
Se encuentra en los lagos  Edward y  George (África).